# Zamachy w Guwahati (6 kwietnia 2009)
Zamachy bombowe w Asamie miały miejsce 6 kwietnia 2009 roku w Guwahati, stolicy indyjskiego stanu Asam. Był to dzień  poprzedzający wizytę indyjskiego premiera, w związku z kampanią wyborczą do wyborów parlamentarnych.

## Tło
W 2008 roku powtarzały się podobne incydenty. Najpoważniejszym zamachem był atak terrorystów na hotele w Mumbaju. Wówczas zginęło 175 osób. Natomiast w Guwahati wydarzył się zamach 1 stycznia 2009 roku. Ataki te doprowadziły do ogólnonarodowej debaty nt. bezpieczeństwa podczas wyborów.

## Ataki bombowe
Pierwszy wybuch bomby miał miejsce o 14:00 czasu indyjskiego (11:30 czasu polskiego) i uszkodził dwa samochody oraz 20 motocyklów. Zginęło 9 osób, około 60 zostało rannych.
Druga eksplozja wystąpiła godzinę później. W wyniku tego rannych zostało 6 osób, uszkodzonych zostało też kilka budynków.

## Odpowiedzialność za zamachy
Za zorganizowanie zamachów podejrzewa się bojowników ULFA.

## Reakcje
- Premier stanu Asam Tarun Kumar Gogoi skrytykował zamach, lecz podkreślił, że można było zapobiec tragedii.